# Buchhofen
Buchhofen è un comune tedesco di 959 abitanti, situato nel land della Baviera.